# Konferencja w Bambergu
Konferencja w Bambergu miała miejsce w roku 1926. Decyzja Hitlera w sprawie zwołania zgromadzenia była w pewnym sensie hazardem. Jego celem było przywrócenie jedności w partii oraz zatwierdzenie przyszłego programu politycznego. Aby osiągnąć ten cel, musiał wywrzeć nacisk na przedstawicieli jego rywala wewnątrz partii, Gregora Strassera, by dostosowali się do nowych zasad. To, co w założeniach miało być debatą, w krótkim czasie przekształciło się w pięciogodzinny monolog Hitlera. Na miejsce posiedzenia wybrano Bamberg, ponieważ znajdował się po drodze do północnego  okręgu partii (Gau), zdominowanego przez Strassera, ale jednak leżał na ziemi bawarskiej. 
Hitler powoli zaczął odzyskiwać poparcie i do połowy 1926 roku ponownie przejął kontrolę nad partią. W czasie trwania konferencji młody Joseph Goebbels, związany do tej pory z braćmi Strasserami, przeszedł na stronę Hitlera. Konferencję zwołano niedługo po zwolnieniu Hitlera z więzienia w Landsbergu, gdzie odbywał karę za organizację nieudanego zamachu stanu (pucz monachijski). Do tego czasu poparcie dla partii nazistowskiej spadało ze względu na korzystną koniunkturę gospodarczą Niemiec pod rządzami Stresemanna. Z tego względu podział w partii narodowo-socjalistycznej był poważnym problemem i musiał zostać jak najszybciej rozwiązany, jeżeli NSDAP zamierzała w przyszłości odnieść sukces i obsadzić Hitlera na stanowisku kanclerza.
Artykuł został przetłumaczony z angielskiej edycji Wikipedii.